# 양자 레지스터
양자 컴퓨팅에서 양자 레지스터(영어: Quantum register)는 여러 큐비트로 구성된 시스템이다. 이는 고전적인 프로세서 레지스터의 양자적 아날로그이다. 양자 컴퓨터는 양자 레지스터 내의 큐비트를 조작하여 계산을 수행한다.

## 정의
레지스터는 일반적으로 큐비트로 구성된다고 가정된다. 또한 레지스터는 밀도 행렬이 아니라 순수하다고 일반적으로 가정되지만, '레지스터'의 정의는 밀도 행렬로 확장될 수 있다.
{\displaystyle n} 크기 양자 레지스터는 {\displaystyle n}개의 순수 큐비트로 구성된 양자 시스템이다.
양자 레지스터에 데이터가 저장되는 힐베르트 공간, {\displaystyle {\mathcal {H}}}는 {\displaystyle {\mathcal {H}}={\mathcal {H_{n-1}}}\otimes {\mathcal {H_{n-2}}}\otimes \ldots \otimes {\mathcal {H_{0}}}}로 주어지며, 여기서 {\displaystyle \otimes }는 텐서곱이다.
힐베르트 공간의 차원 수는 레지스터가 어떤 종류의 양자 시스템으로 구성되어 있는지에 따라 달라진다. 큐비트는 2차원 복소수 공간({\displaystyle \mathbb {C} ^{2}})인 반면, 큐트리트는 3차원 복소수 공간({\displaystyle \mathbb {C} ^{3}}) 등이다. N개의 d-차원(또는 d-준위) 양자 시스템으로 구성된 레지스터의 경우 힐베르트 공간은 {\displaystyle {\mathcal {H}}=(\mathbb {C} ^{d})^{\otimes N}=\underbrace {\mathbb {C} ^{d}\otimes \mathbb {C} ^{d}\otimes \dots \otimes \mathbb {C} ^{d}} _{N{\text{ times}}}\cong \mathbb {C} ^{d^{N}}.}이다.
레지스터의 양자 상태는 브라-켓 표기법으로 {\displaystyle |\psi \rangle =\sum _{k=0}^{d^{N}-1}a_{k}|k\rangle =a_{0}|0\rangle +a_{1}|1\rangle +\dots +a_{d^{N}-1}|d^{N}-1\rangle .}로 쓸 수 있다. 값 {\displaystyle a_{k}}는 확률 진폭이다. 보른 규칙과 확률론의 2차 공리에 따라 {\displaystyle \sum _{k=0}^{d^{N}-1}|a_{k}|^{2}=1,}이므로 레지스터의 가능한 상태 공간은 {\displaystyle \mathbb {C} ^{d^{N}}.}에서 단위구의 표면이다.
예시:
- 5큐비트 레지스터의 양자 상태 벡터는 {\displaystyle \mathbb {C} ^{2^{5}}=\mathbb {C} ^{32}.}의 단위 벡터이다.
- 4개의 큐트리트 레지스터는 마찬가지로 {\displaystyle \mathbb {C} ^{3^{4}}=\mathbb {C} ^{81}.}의 단위 벡터이다.

## 양자 레지스터와 고전 레지스터의 비교
첫째, 양자 레지스터와 고전 레지스터 사이에는 개념적인 차이가 있다.
{\displaystyle n} 크기 고전 레지스터는 {\displaystyle n}개의 플립플롭 배열을 의미한다. {\displaystyle n} 크기 양자 레지스터는 단순히 {\displaystyle n}개의 큐비트 모음이다.
또한, {\displaystyle n} 크기 고전 레지스터는 {\displaystyle n}개의 고전 순수 비트로 확장되는 {\displaystyle 2^{n}}가지 가능성 중 하나의 값을 저장할 수 있지만, 양자 레지스터는 양자 순수 큐비트로 확장되는 모든 {\displaystyle 2^{n}}가지 가능성을 동시에 저장할 수 있다.
예를 들어, 2비트 폭 레지스터를 고려해보자. 고전 레지스터는 2비트로 표현되는 가능한 값 중 하나만 저장할 수 있다. {\displaystyle 00,01,10,11\quad (0,1,2,3)}
중첩 상태에 있는 2개의 순수 큐비트 {\displaystyle |a_{0}\rangle ={\frac {1}{\sqrt {2}}}(|0\rangle +|1\rangle )}와 {\displaystyle |a_{1}\rangle ={\frac {1}{\sqrt {2}}}(|0\rangle -|1\rangle )}를 고려하면, 양자 레지스터 정의 {\displaystyle |a\rangle =|a_{0}\rangle \otimes |a_{1}\rangle ={\frac {1}{2}}(|00\rangle -|01\rangle +|10\rangle -|11\rangle )}를 사용하면 두 큐비트로 확장되는 가능한 모든 값(모든 결과에 대해 0이 아닌 확률 진폭을 가짐)을 동시에 저장할 수 있음을 알 수 있다.

## 같이 보기
- 양자 레지스터 제안 목록
- 양자 회로
- 양자 논리 게이트

## 추가 문헌
- Arora, Sanjeev; Barak, Boaz (2016). 《Computational Complexity: A Modern Approach》. Cambridge University Press. 201–236쪽. ISBN 978-0-521-42426-4.